# Cetomimus teevani
Cetomimus teevani is een  straalvinnige vissensoort uit de familie van walviskopvissen (Cetomimidae). De wetenschappelijke naam van de soort is voor het eerst geldig gepubliceerd in 1952 door Harry.
De soort staat op de Rode Lijst van de IUCN als niet bedreigd, beoordelingsjaar 2009.